# 日本戦歿学生の手記 きけ、わだつみの声
『日本戦歿学生の手記 きけ、わだつみの声』（にほんせんぼつがくせいのしゅき きけ、わだつみのこえ）は、東横映画が1950年（昭和25年）に製作し、東京映画配給が配給した日本映画である。

## 概要
1944年3月に開始され6月末まで続いた、イギリス領インド帝国北東部のインパール攻略を目指した「インパール作戦」の部隊の学徒兵の敗走と回想シーンで構成される。
登場する学徒兵は、東大ばかりではなく、三高、東京美術学校、早大高等学院、東京高等師範学校など多様なものとなっている。

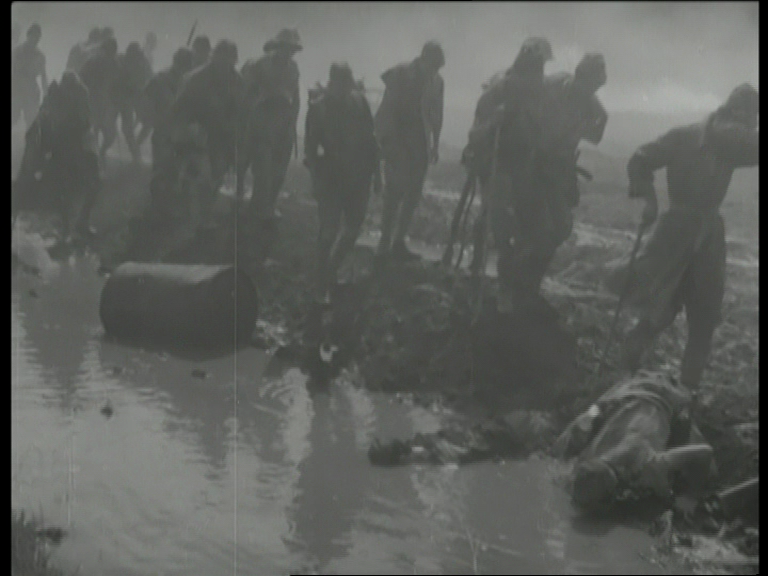
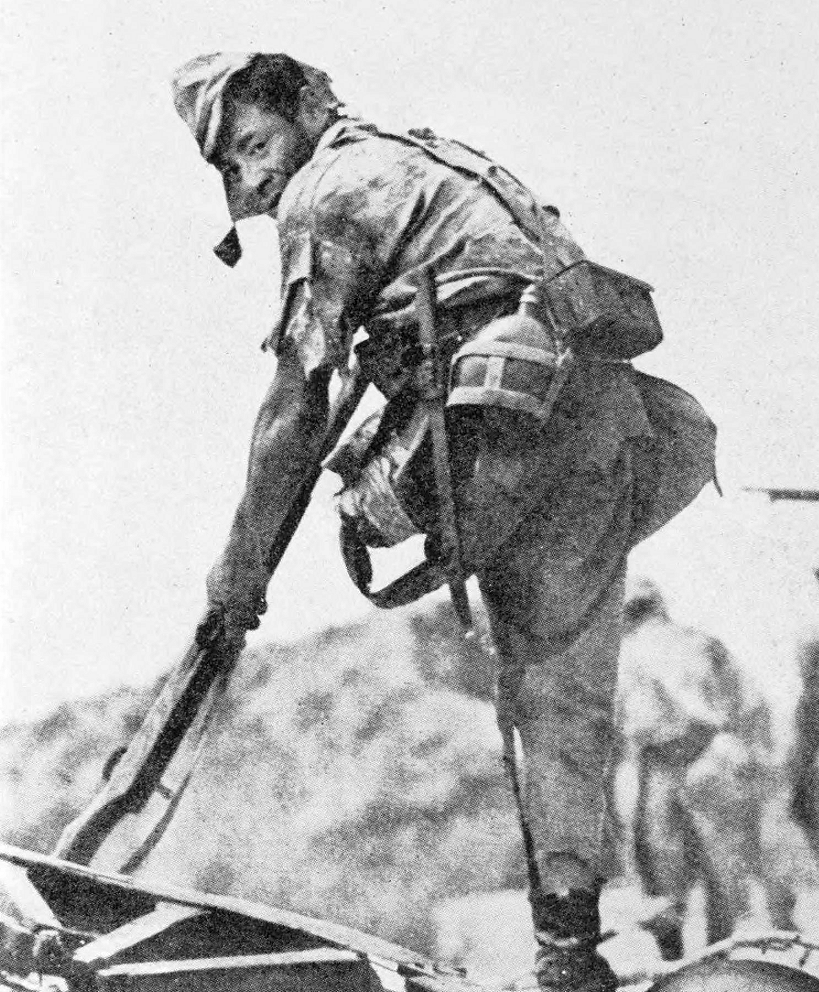

## キャスト

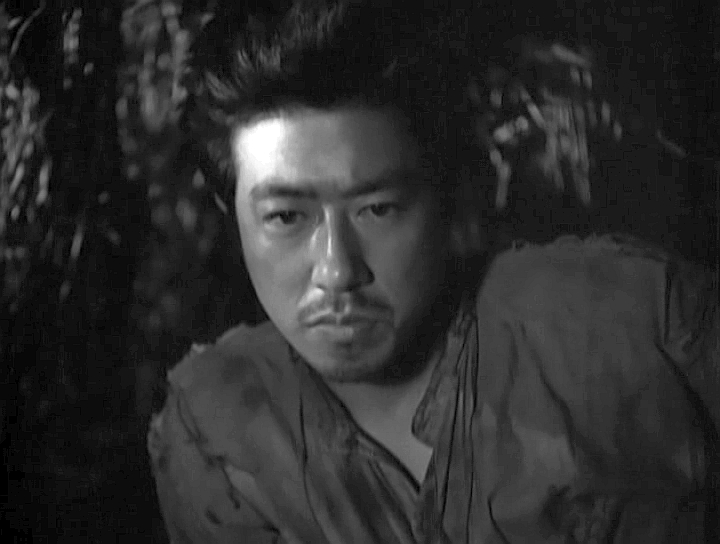
青地軍曹：伊豆肇
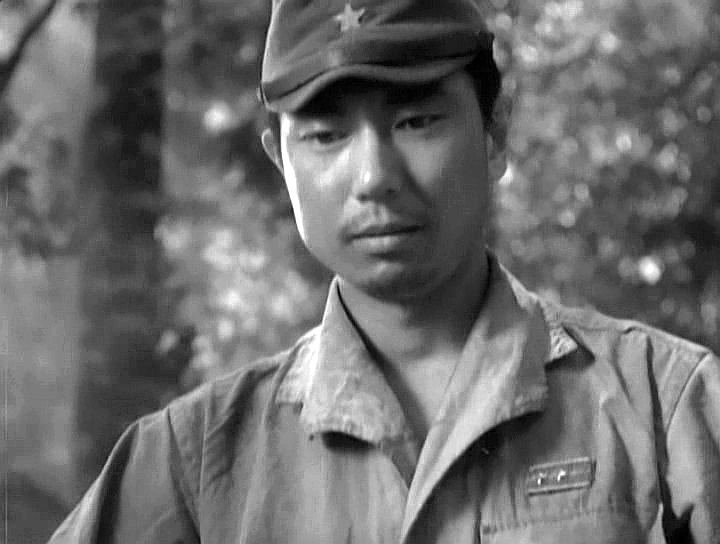
岸野中尉：原保美
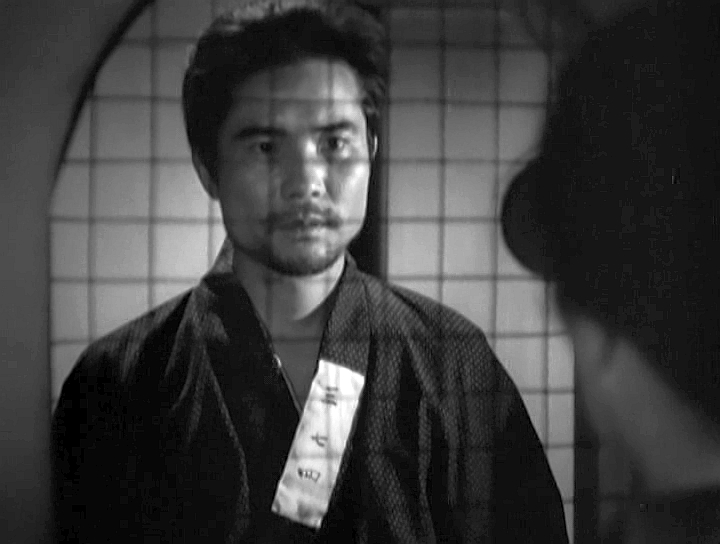
河西一等兵：河野秋武
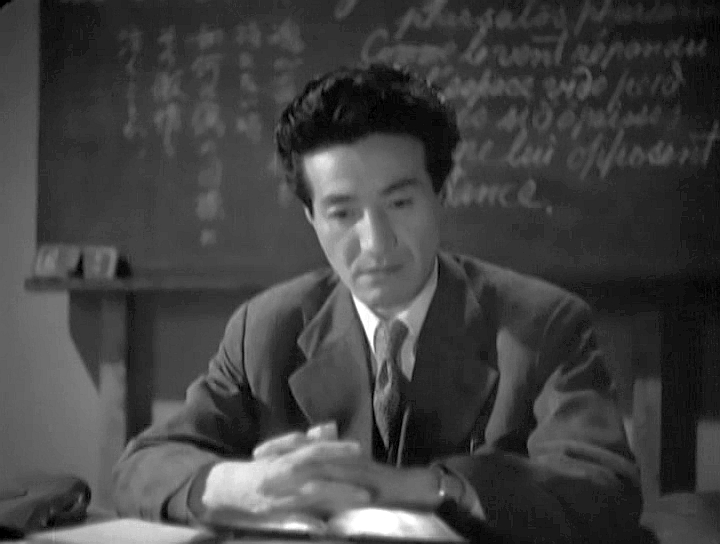
信欣三

- 大木二等兵：信欣三
- 箕田の母：杉村春子
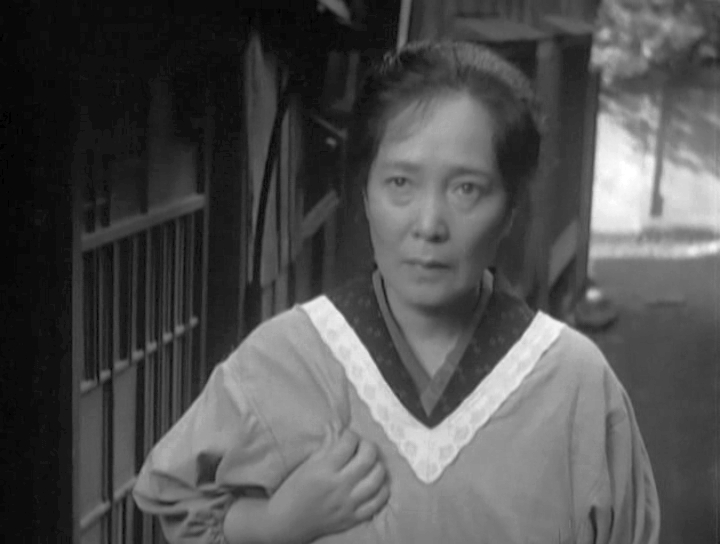
河西の母：英百合子
- 牧見習士官：沼田曜一
- 柴山少佐：上代勇吉
- 野々村中尉：林孝一
- 根岸兵長：月京介
- 衛生兵：高原駿雄
- 馬取兵：時田一男
- 鶴田上等兵：花沢徳衛
- 大町伍長：大森義夫
- 箕田一等兵：稲垣昭三
- 木村見習士官：杉義一
- 山田軍曹：佐野浅夫
- 飯島一等兵：増淵一夫
- 千葉上等兵：恩庄正一
- 矢野敦子：沢村契恵子

- 伊豆肇
- 原保美
- 河野秋武
- 信欣三
- 英百合子

## 製作

### 企画
クレジットは「製作担当」であるが、後の東映社長・岡田茂が、入社2年目24歳の時に手掛けた実質的な初プロデュース作品。冒頭から泥沼で行き倒れになっている兵たちの姿を映し出し、バックに「君が代」を流す。戦後初の戦争映画で、戦場の最前線で死にゆく兵たちの姿を映像として映し出した初めての日本映画といわれ、日本初の「反戦映画」ともいわれる。本作の大ヒット以降、「反戦映画」が続々と製作された。岡田は、戦死した学友たちの話を後世に残さなければ、学友たちが浮かばれないと、1947年に東京大学協同組合出版部の編集によって出版された東京大学戦没学徒兵の手記集『はるかなる山河に』刊行後から映画化を決意。遺稿集の編集にあたった東京大学新聞編集部の部室に単身乗り込み、「先輩に任せろ」と10万円で映画化権を買い取った。

### トラブル
シナリオは、最初は八木保太郎に頼んだが、八木は軍隊を知らないため、舟橋聖一の弟で、戦争経験のある当時は駆け出しのライターだった舟橋和郎にまわり、シナリオは完成した。舟橋も自信作といえる出来で、京都で心配する岡田には「ヨイホンデキタ、アンシンセヨ」と電報を打った。しかし東京大学全日本学生自治会総連合の急先鋒でわだつみ会の会長だった氏家齊一郎や、副会長だった渡邉恒雄など、編集に関わった幹部が、「天皇制批判がない」とクレームを付けてきた。岡田が企画して以降、戦没学生の手記についての世の中の注目がはるかに大きくなってしまい、全学連幹部は左翼教条主義的にシナリオの細部を攻撃した。岡田は、東大の後輩・氏家ら左翼学生の説得には、彼ら反対派の中から二人を撮影現場に就けるという妥協案でようやく納得させた。彼らが望むテーマ通りに撮っているかをチェックする監視役という訳で、その1人が富本壮吉であった。富本はこれが縁で映画界入り、後に『家政婦は見た!』などのテレビドラマ演出で主に活躍した。なお監視役といっても、撮影に入ってしまえばこちらのもので、現場では文句は言わせなかった。むしろ現場の熱気に魅入られ、学生たちも手伝うようになったという。
全学連との話し合いは妥協に妥協を重ねて乗り切ったが、次は東横映画内部から批判が上がった。当時の東横映画は千恵蔵、右太衛門の時代劇全盛で、黒川渉三社長からは「戦争の悲惨さを思い起こさせるような映画が当たるわけない」と批判され、会社の看板スターで役員でもあった片岡千恵蔵、月形龍之介とも「会社が潰れかかっているのに、この企画では客は来ない」「お前はアカか」などと猛反対を受けた。当時は大物役者がノーと言えば映画は作れない時代であったが、絶対にこの映画は当たると大見得えを切り、マキノ光雄の助け舟もあって1950年、映画を完成させた。
　

### タイトル
手記集の続編として1949年に出版された日本戦歿学生手記編集委員会編『きけ わだつみのこえ 日本戦歿学生の手記』（東京大学協同組合出版部）のタイトルに因んで、岡田が映画の題名を『日本戦歿学生の手記 きけ、わだつみの声』に変更した。

### キャスティング等
岡田茂がスタッフには、脚本に八木保太郎、舟橋和郎ら、監督に関川秀雄、音楽・伊福部昭と、レッドパージで他の映画会社を追われた人たちを起用。またキャスティングは、俳優座の佐藤正之に「スターはいらないんだ。芝居がうまい役者使っていい映画を作って、会社の幹部を見返してやりたいんだ」と訴え、感銘を受けた佐藤が新劇の若手俳優を説得にまわり、低予算で製作に至った。当時は無名だった沼田曜一・信欣三・佐野浅夫・大森義夫ら俳優座、民芸、文学座の俳優を起用。やはり感銘を受けた杉村春子も出演した。スターシステム一辺倒の当時はスターが出演しない映画は皆無に等しく、異色のキャスティングだった。こうした新劇の役者も当時パージにあって金銭に困っていて、山城新伍に岡田は「いま、金に困ってるから、20～30万出しゃアイツらホイホイ来よるぞ」と言っていたという。
この他、本作のロケハンで、熊井啓を映画界入りさせるきっかけを作っている。

### 撮影
GHQ占領下の時代で、映画は国民に大きな影響力があると判断され、台本の段階から厳しい内容のチェックがなされ、当然沖縄を含めて海外ロケは許可されず、予算の問題もあり、南方戦線のシーンは宮崎県青島と奈良県の山中で撮影した。費用を出来るだけ切り詰めるため、宿泊は寺を借り、宮崎交通を始め、宮崎・奈良の現地の人たちから大きな支援を受けた。

## 逸話
『きけ、わだつみの声』の試写の際、東京急行電鉄会長の五島慶太は、目に掛けていた次男がブーゲンビル島で戦死した事とオーバーラップさせて号泣。この件で岡田は五島に認められ、出世の糸口を掴んだ。なお、岡田はこの時の金一封を、撮影所仲間と共に一晩で使い果たしてしまった。

## 作品の評価
本作は珠玉の反戦映画と評価を得て、当時の金額で配収2000万円の東横映画史上最大のヒット。瀬死の状態にあった東横映画を救ったが、当時まだ配給網を持っていなかった東横映画には、あまりお金が入ってこなかったといわれる。しかしこの映画こそ、東映が翌1951年に発足される切っ掛け、原点となり、東映の魂ともなる記念碑的作品となったと評される。松島利行は「もしもこの映画が製作されなかったら、今日の東映はなかっただろう。少なくとも東映の歴史は全く違ったものになっただろう」と述べている。中島貞夫は「東横映画時代に岡田さんが実質的な初プロデュース作として現場を指揮して、それがそのまま会社組織になって翌年『東映』になった。僕はそう認識しています」と述べている。春日太一は「『きけ、わだつみの声』は『暁の脱走』『また逢う日まで』と同じく、戦後の日本映画を語る上で重要な作品」と評価している。
戦前の日本社会では大学の学生はそれ自体エリートで徴兵を猶予されていたが、アメリカとの戦争が始まった後はその特権がなくなった。本作はジャングルと雨と泥濘のビルマ戦線を敗走する日本軍の中で、大学からそのまま戦場に送られた学徒兵たちが闇の中を姿なく飛来する敵の弾丸に倒れ、病と飢えで死んでゆく。その中で大声では語られぬ戦争への呪詛が囁かれ、果たすことのできなかった学業への悔恨が語られる。それらの声はあまりにもかぼそく弱々しく、爆撃と銃声と怒号と絶叫の中でかき消される。善玉悪玉的な描き方に問題はあるものの、日本映画として戦後初めて戦争特に戦場の恐怖と悲惨が本格的に描かれたこと、はっきり反戦という立場に立ってなされたことで興行的に大成功し、以降、多くの反戦映画が作られる切っ掛けとなった。